# Gösta Lidén

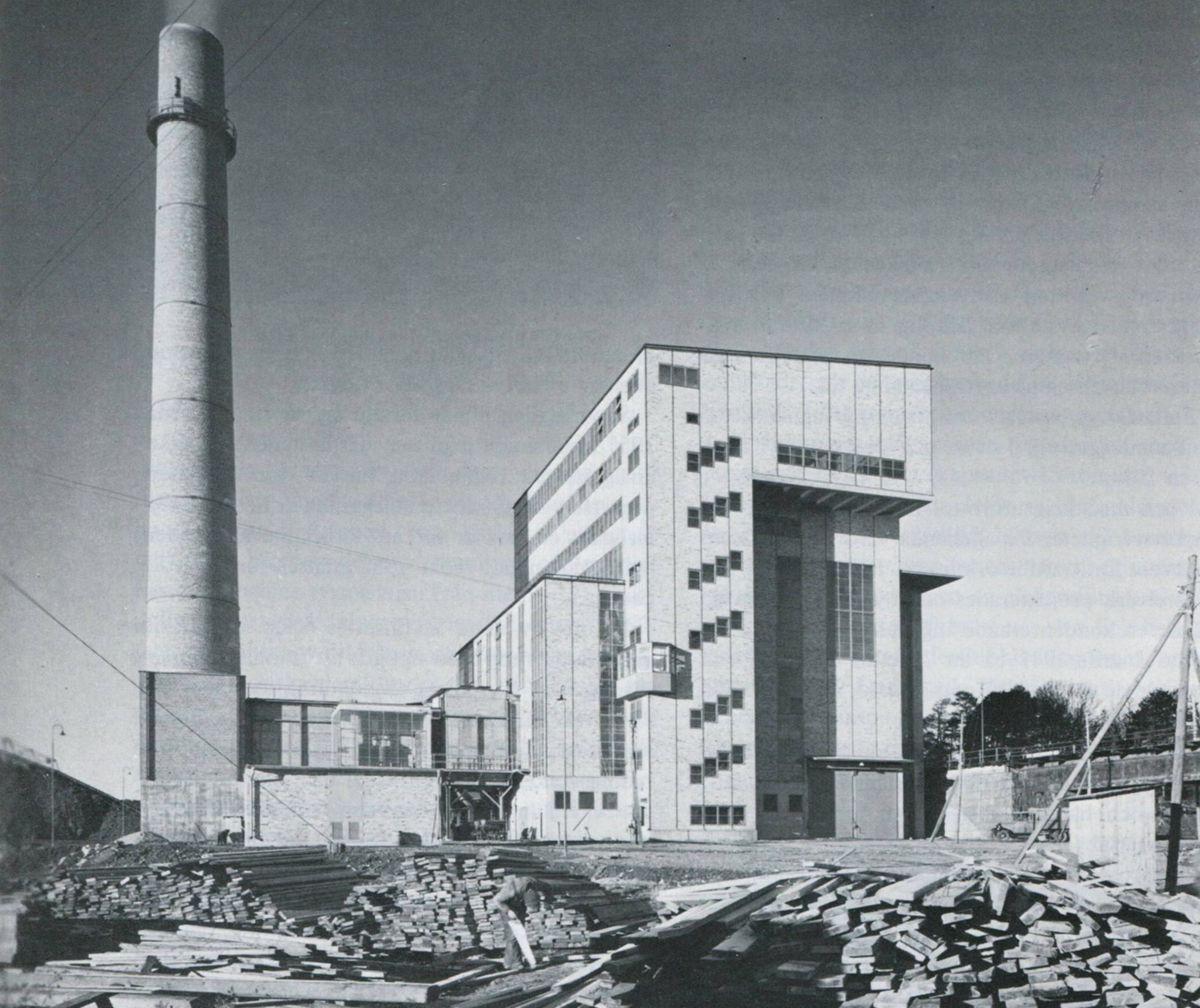
Lövsta sopförbränningsanläggning nr 2, 1938.

Gösta Alexis Lidén, född 11 juli 1902 i Västra Vrams församling, Kristianstads län, död 21 december 1979 i Kungsholms församling, Stockholm, var en svensk väg- och vattenbyggnadsingenjör.
Efter studentexamen i Kristianstad 1921 och avgångsexamen från Kungliga Tekniska högskolan 1925 var Lidén biträdande ingenjör vid AB Vattenbyggnadsbyrån 1927–31. Han var anställd vid Stockholms gatukontor från 1931, var arbetschef där, förestod projekterings- och konstruktionsarbetena för tunnelbanan Skanstull-Slussen (med Södertunneln), var arbetschef för byggandet av ny förbränningsanläggning för Stockholms stad vid Lövsta sopstation samt vid byggandet av en ny verkstad för Stockholms gatukontor.